# Inge Jansen (Missionarin)
Schwester Inge Jansen (* 11. März 1935 in Emmerich) ist eine deutsche Ordensschwester der Missionsärztlichen Schwestern (Medical Mission Sisters, MMS).

## Leben
Jansen kam als zweites von sechs Kindern einer Kaufmannsfamilie zur Welt. Ihre Eltern führten in der Emmericher Kaßstraße ein Geschäft für Fahrräder und Nähmaschinen. Nach Abschluss der Schule absolvierte sie im elterlichen Betrieb eine kaufmännische Ausbildung. Auf einen Besuch zweier niederländischer Missionsärztlicher Schwestern hin, die in der Pfarrgemeinde St. Aldegundis von ihrer Missionsarbeit in Afrika berichtet hatten, entschied sie sich, dem Orden beizutreten. Ihr Vater gab ihr dazu vor ihrer Volljährigkeit keine Erlaubnis.
Da es noch kein Haus des Ordens in Deutschland gab, ging sie im Januar 1957 in das Mutterhaus der Schwesternkongregation nach Großbritannien. Nach der Einführungszeit legte sie im Februar 1960 die ersten Gelübde ab. Mit der Neugründung einer Niederlassung der Missionsärztlichen Schwestern in Essen kehrte sie nach Deutschland zurück, um den Aufbau zu unterstützen. Es folgte die Ausbildung zur Krankenschwester.
Im Januar 1968 ging sie für acht Monate nach Uganda, um sich in einem ordenseigenen Krankenhaus praktische Erfahrung für den geplanten Aufbau eines Krankenhauses in Attat (Region Gurage,  Südprovinz, Äthiopien) anzueignen.
Im Herbst 1968 reiste Sr. Inge gemeinsam mit einer deutschen und zwei indischen Schwestern nach Addis Abeba und lernte dort Amharisch. Ab 1969 trieb sie den Aufbau des Krankenhauses in Attat voran, für das ein leerstehendes Schulgebäude umgenutzt wurde. Mit einer wachsenden Zahl von Patienten und mehr einheimischem Pflegepersonal wechselte sie in den 1980er Jahren in die Koordination der Finanzverwaltung des Krankenhauses, das 2012 170 äthiopische Mitarbeiter zählte und mit 120 Betten einen Einzugsbereich von über 500.000 Menschen versorgt.

## Ehrungen
- 2009: Päpstlicher Ehrenorden Pro Ecclesia et Pontifice[1]
- 2012: Verdienstkreuz am Bande der Bundesrepublik Deutschland[2]